# Tånglakelika fiskar
Tånglakelika fiskar (Zoarcoidei) är en underordning i ordningen abborrartade fiskar.

## Familjer
- Havskattfiskar (Anarhichadidae)
- Bathymasteridae
- Cryptacanthodidae
- Pholidae
- Ptilichthyidae
- Scytalinidae
- Tångsnärtefiskar (Stichaeidae)
- Zaproridae
- Tånglakefiskar (Zoarcidae)